# Anthony Salinitri
Anthony Philip Salinitri (* 5. März 1998 in Windsor, Ontario) ist ein italo-kanadischer Eishockeyspieler, der seit 2024 beim HC Bozen aus der Österreichischen Eishockey-Liga unter Vertrag steht.

## Karriere
Anthony Salinitri, der als Nachkomme italienischer Einwanderer in Kanada geboren wurde, begann bei den Windsor Jr. Spitfires in seiner Heimatstadt mit dem Eishockey. 2014 wurde er bei der OHL Priority Selection von den Sault Ste. Marie Greyhounds in der ersten Runde als insgesamt 17. Spieler gezogen und wechselte daraufhin in die Ontario Hockey League. Bereits im Januar 2015 wechselte er zum Ligakonkurrenten Sarnia Sting, wo er die nächsten knapp vier Jahre verbrachte. In dieser Zeit wurde er beim NHL Entry Draft 2016 wurde er in der sechsten Runde an insgesamt 172. Position von den Philadelphia Flyers ausgewählt, für die er aber nie spielte. Im November 2018 wechselte er bis zum Saisonende OHL-intern zu den Oshawa Generals. Von 2019 bis 2021 besuchte der Center die University of Windsor in seiner Geburtsstadt, für deren Eishockeymannschaft, die Windsor Lancers, er um die Meisterschaft von Ontario University Athletics spielte. 2020 wurde er in das All-Rookie-Team der Weststaffel der OUA gewählt.
2021 zog es ihn in die Heimat seiner Vorfahren, wo er zwei Jahre bei Asiago Hockey auf dem Eis stand. Mit den Venetiern konnte er 2021, 2022 und 2023 die Supercoppa Italiana gewinnen. Zudem gewann er mit dem Klub 2022 die Alps Hockey League und die italienische Meisterschaft. Er selbst wurde dabei als wertvollster Spieler der Alps Hockey League ausgezeichnet. Nachdem er die Saison 2023/24 in Österreich und Norwegen verbracht hatte, kehrte er nach Norditalien zurück, wo er für den HC Bozen in der Österreichischen Eishockey-Liga spielt.

### International
Für Italien spielte Salinitri erstmals in der Saison 2022/23. Bei der Weltmeisterschaft der Division IA 2024 gehörte er erstmals zum WM-Kader der italienischen Nationalmannschaft.

## Erfolge und Auszeichnungen
- 2021 Gewinn der Supercoppa Italiana mit Asiago Hockey
- 2022 Gewinn der Supercoppa Italiana mit Asiago Hockey
- 2022 Gewinn der Alps Hockey League mit Asiago Hockey
- 2022 Wertvollster Spieler der Alps Hockey League
- 2022 Italienischer Meister mit Asiago Hockey
- 2023 Gewinn der Supercoppa Italiana mit Asiago Hockey

## Statistik
(Stand: Ende der Saison 2023/24)